# 第四航空隊

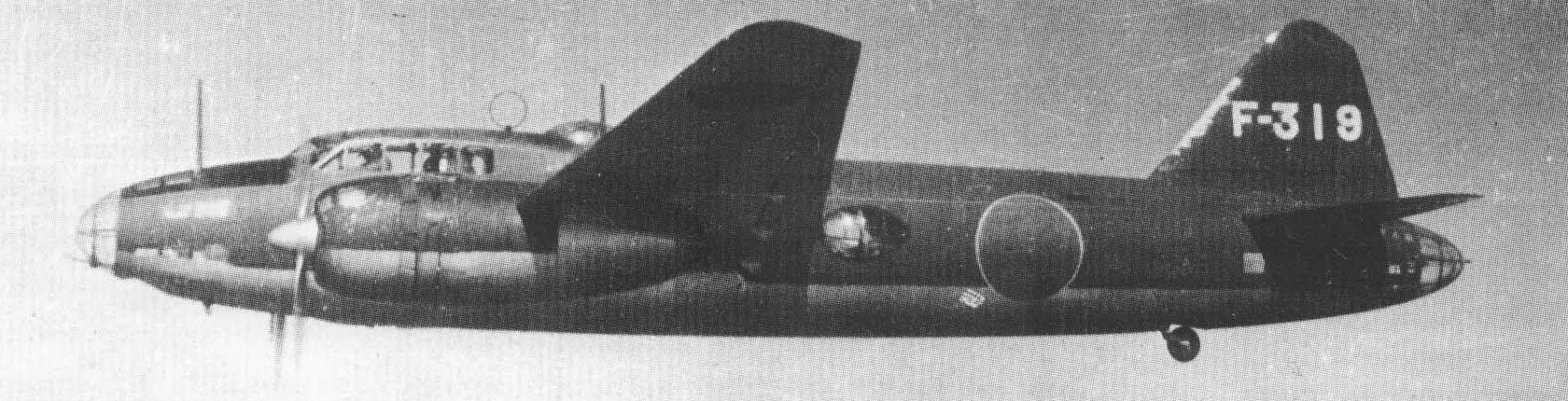

第四航空隊 (だい4こうくうたい）および昭和17年11月1日に改称した第七〇二海軍航空隊(だい702かいぐんこうくうたい）は、日本海軍の部隊の一つ。第二次世界大戦期に陸上攻撃機部隊として活動した。

## 沿革

### 四空
ラバウルを確保するには、長距離哨戒が可能な陸上攻撃機の配備が不可欠であり、当初の予定では、内南洋部隊に所属する千歳海軍航空隊が担当するはずであったが、千歳空には新鋭の一式陸上攻撃機が僅かしか配備されておらず、ほとんどが一世代前の九六式陸上攻撃機であった。そこで、フィリピン爆撃を完了した高雄海軍航空隊から一式陸攻19機を引き抜き、千歳空の中攻8機と統合し、1942年2月10日、ラバウルに派遣された千歳空分遣隊と高雄空陸攻隊で第四航空隊が新編された。セレベス島ケンダリー基地より出発した高雄空陸攻隊は、昭和17年2月7日トラック環礁に到着し、ラバウルで千歳空陸攻隊と合流した。
2月19日、ラバウルに向け接近中のレキシントン・ヨークタウン以下アメリカ機動部隊を発見。21日、機動部隊撃退に17機が出撃。陸攻13機を失うもラバウル空襲を阻止。ニューギニア沖海戦。2月27日、残存機でポートモレスビーを初空襲。
1942年4月1日、第25航空戦隊が新編される。25航戦は編制上第11航空艦隊所属だが、連合艦隊は軍隊区分で南洋部隊に配属させた。開戦以来南洋部隊基地航空隊として南洋群島、南東の航空作戦に任じてきた24航戦に代わり、25航戦がラバウル方面となり西方空襲部隊任務を引き継いだ。4空は台南空、横浜空とともに25航戦となり引き続きラバウルの任務に就いた。この際、ラバウルおよびラエ方面で作戦中だった四空の戦闘機隊の人員、機材の大部分が台南空に吸収された。4空の定数は陸攻36（補用12）。
5月8日、珊瑚海海戦に参加。巡洋艦部隊を攻撃。この戦闘で壊滅しテニアン島で再編に従事。
1942年6月上旬、ラバウル・ラエに再進出。連日モレスビー爆撃に従事。7月21日、陸軍のブナ上陸・飛行場強行設営を支援、珊瑚海を哨戒。8月7日、ガダルカナル島に敵上陸。全力で攻撃、戦果なし・6機喪失。8月8日、第一次ソロモン海戦。三沢海軍航空隊先遣隊と共同で全力出撃、生還3機。9月3日、ラビに敵接近。森玉司令直率の攻撃隊が出撃するが、悪天候のため断念。10月中旬、木更津飛行場に帰還。4空は「死空」と言われるほど損失が多かった。

### 七〇二空
1942年11月1日、「第七〇二海軍航空隊」に改称。定数48。以後、夜間攻撃訓練・本州東方海上哨戒に従事。
1943年5月上旬、ラバウル進出。中旬からショートランドに一部進出。哨戒に従事。5月23日、魚雷艇母艦「ナイアガラ」撃沈。6月29日、ショートランド飛行場に艦砲射撃、全機ラバウルに脱出。6月30日、レンドバ島に敵上陸。七〇五空と共同で戦力攻撃。輸送艦「マッコーリー」撃破。生還5機。7月、752空より増援。8月頃、モグラ輸送の前路哨戒・機雷掃海作業に従事。9月上旬、ガダルカナル島ヘンダーソン飛行場の夜間爆撃開始。9月22日、フィンシュハーフェンに敵上陸。阻止爆撃に従事。10月27日、「ろ号作戦」発動。第三～五次ブーゲンビル島沖航空戦に出撃。機体払底。
12月11日、解隊。

## 歴代司令
- 森玉賀四 大佐：1942年2月10日[5] -
- 久野修三：1942年12月1日 - 1943年12月11日解隊